# 米德瓦爾 (愛達荷州)
米德瓦爾（英語：Midvale）是一個位於美國愛達荷州華盛頓縣的城市。

## 地理
米德瓦爾的座標為44°28′14″N 116°44′03″W / 44.47056°N 116.73417°W，而該地的平均海拔高度為755米（即2543英尺）。

## 人口
根據2010年美國人口普查的數據，米德瓦爾的面積為6.84平方千米，當中陸地面積為6.66平方千米，而水域面積為0.18平方千米。當地共有人口171人，而人口密度為每平方千米25人。